# Некрополь Вознесенского монастыря

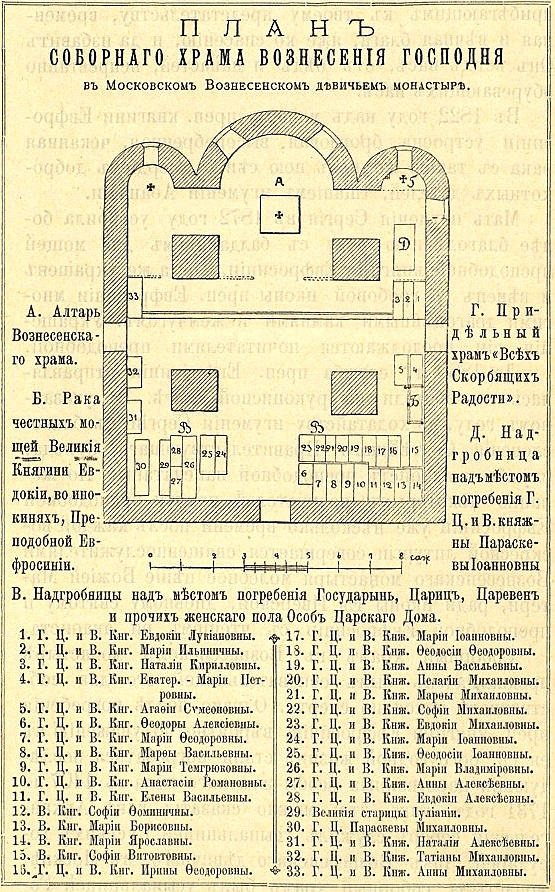
План Вознесенского собора и захоронений в нём на 1894 год.

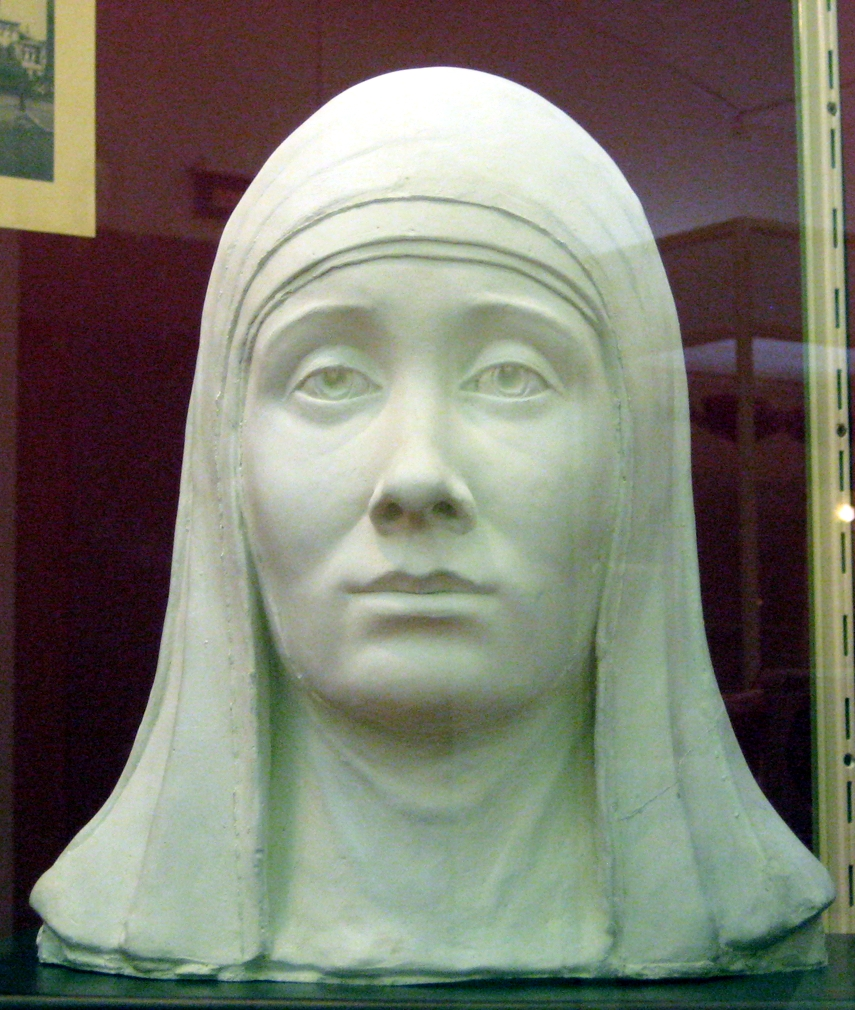
Евдокия Дмитриевна. Скульптурная реконструкция на основе найденного в саркофаге черепа, криминалист С.А. Никитин

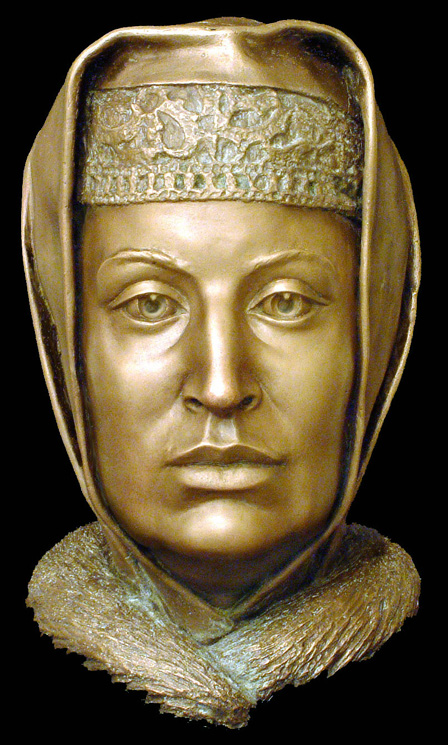
София Палеолог

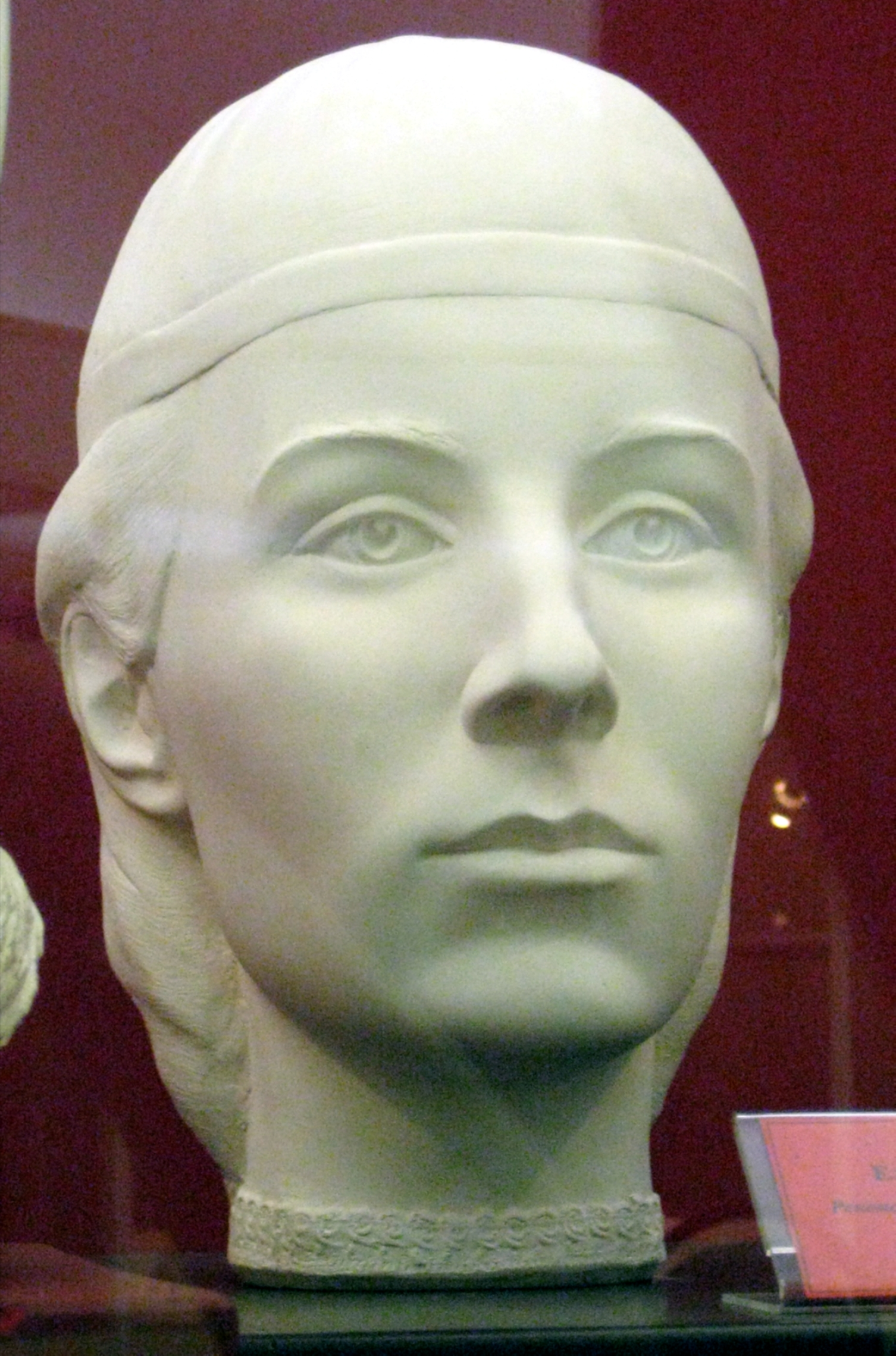
Елена Глинская

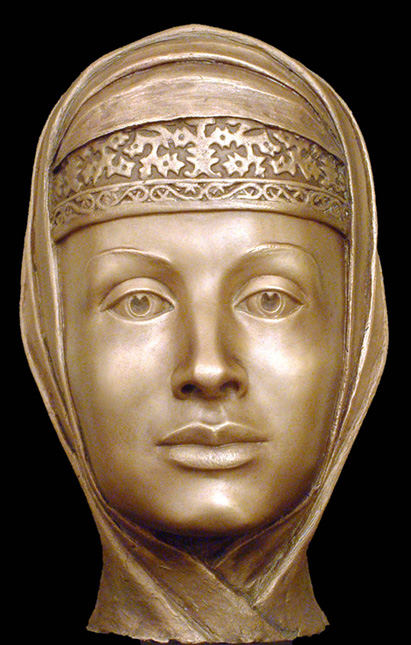
Марфа Собакина

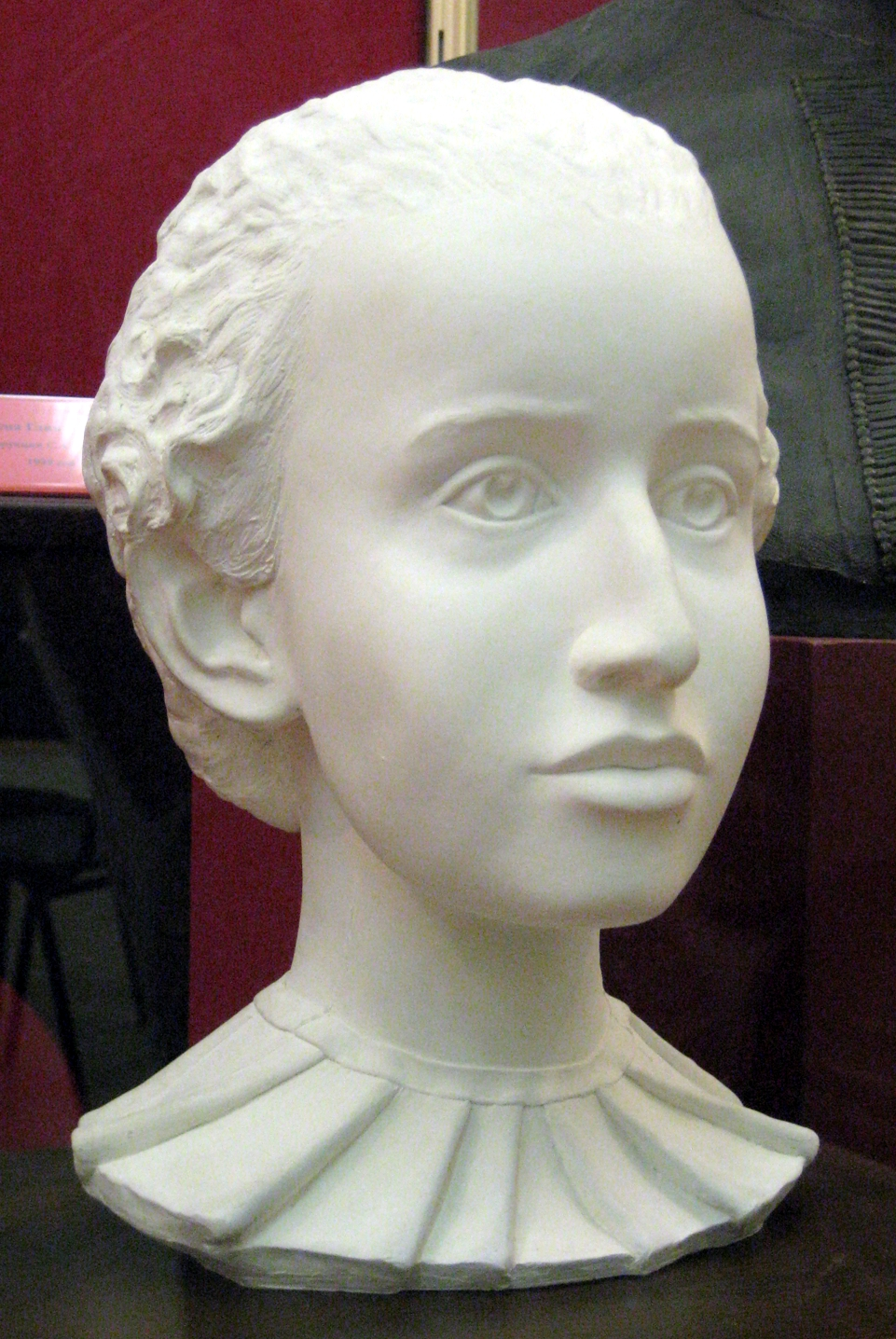
Мария Старицкая

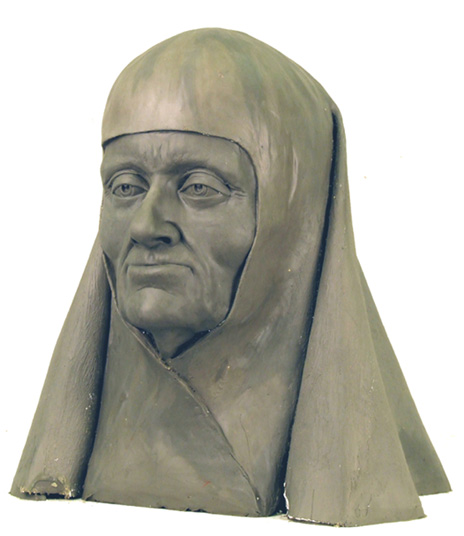
Иулиания (мать Анастасии Романовны)

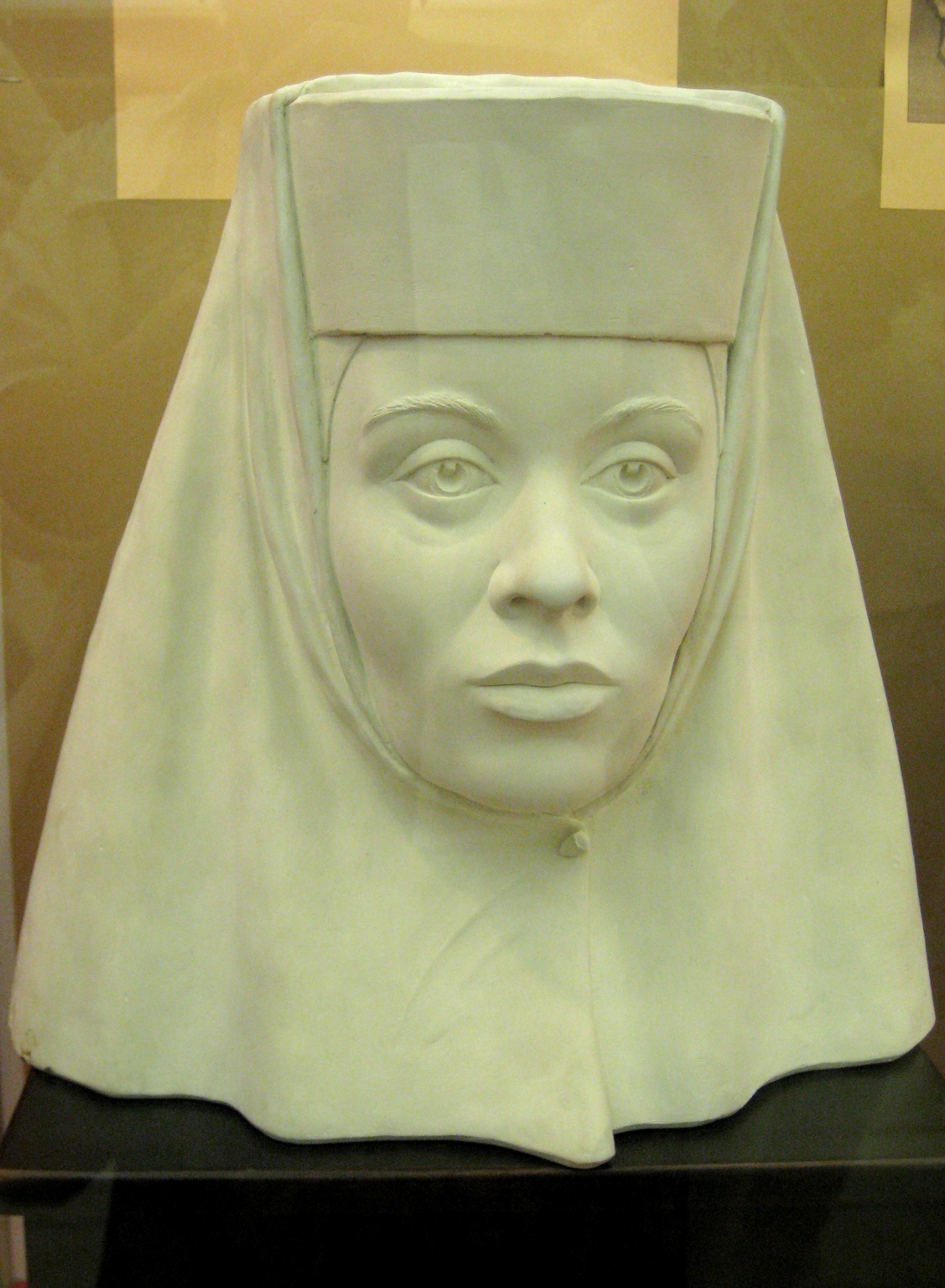
Ирина Годунова

Некрополь Вознесенского монастыря  —  комплекс погребений расположенных в церквях и соборах Вознесенского монастыря Московского кремля, так и на территории монастыря.

## Список погребённых в монастыре
1. Великая княгиня Евдокия Дмитриевна (ум. 1407), жена великого князя Дмитрия Донского, в монашестве Евфросиния. Надпись-граффити на крышке гроба: «Евдокея». С 2008 г. мощи — в приделе св. Уара, Архангельский собор.
2. Княгиня Анастасия Юрьевна (ум. 1422), супруга князя Юрия Дмитриевича Галицкого.
3. Великая княгиня Софья Витовтовна (ум. 1453), супруга великого князя Василия I. Надпись-граффити на крышке гроба: «Софья инока».
4. Княгиня Евфросиния Полиевктовна (ум. 1466), супруга князя Петра Дмитриевича. Среди безымянных саркофагов.
5. Великая княгиня Мария Борисовна (ум. 1467), первая супруга великого князя Ивана III
6. Княгиня Елена Романовна (ум. 1483), супруга князя Андрея Васильевича Большого. Среди безымянных
7. Великая княгиня Мария Ярославна (ум. 1484), супруга великого князя Василия II Темного, в инокинях Марфа. Среди безымянных
8. Княжна Феодосия Ивановна (ум. 1501), вторая дочь великого московского князя Ивана III Васильевича и Софьи Палеолог. Захоронена в Вознесенской церкви монастыря[1].
9. Великая княгиня Софья Палеолог (ум. 1503), супруга великого князя Ивана III. Надпись-граффити на крышке гроба: «Софья».
10. Княгиня Елена Стефановна (ум. 1505), супруга сына великого князя Ивана III, кн. Ивана Младого. Среди безымянных
11. Княжна Евдокия Ивановна (ум. 1513) — дочь Ивана III. Среди безымянных
12. Княжна Агафья (19.V.1516 г.) Утрачено. Надпись на надгробной плите: «Лета 7027 преставися раба божия княжна Агафия мая в 19 день» Надгробная плита хранится в фонде архитектурного декора Музеев Московского Кремля. (24, № 121)
13. Князь Константин Данилович Зьялов (14.XII.1526) г. Вознесенский монастырь. Утрачено. Надпись на надгробной плите: «Лета 7035 декабря 14 на память святых мученик Фирса и Евктия преставися князь Константин княжь Данилов сын Зъялов». Надгробная плита хранится в фонде архитектурного декора Музеев Московского Кремля. (24, № 122).
14. Великая княгиня Елена Васильевна Глинская (ум. 1538), вторая супруга великого князя Василия III. Надпись на крышке саркофага: «Лета 7046 месяца апрелия в 3 день в среду пятые недели поста в 2 час дни преставися великая княгини Елена великого князя Василия Ивановича всея Русиа».
15. Княжна Анастасия Петровна (17.XII.1541) — племянница великого князя Василия III Ивановича, дочь его сестры Евдокии и царевича Петра. Среди безымянных.
16. Царевна Мария Ивановна (ум. 1551), дочь царя Ивана IV Грозного. Надпись на крышке гроба: «Лета 7060 ноября в 18 день на память святых мученик Платона и Романа преставися благоверная царевна Мария» «Лета 7060 декабря 8 ден на память преподобнаго отца Потапия вечер против 9 — го зачятия святыя Анны егда зачат святую Богородицу… час нощи преставися царевна великая княжна Мария дщи царя великого князя Ивана Ивановича всея Руси».
17. Князь Иван Сисеев (26.IX.1557 г.) Утрачено. Надпись на вкладной плите в стене храма Вознесения: «Лета 7066 сентября 26 дня преставися князь Иван Фёдорович Сисеев». Вкладная плита хранится в фонде архитектурного декора Музеев Московского Кремля.
18. Царевна Евдокия Ивановна (ум. 1558), дочь царя Ивана IV Грозного. Среди безымянных
19. Акилина (2.III.1559 г.) Надгробная плита повреждена: «Лето 7067 месяца марта 2 преставис раба божия Акилина…» Найдена в 1929 г. в плохом состоянии. Утрачено.
20. Царица Анастасия Романовна (ум. 1560), первая супруга царя Ивана IV Грозного. Надпись на крышке саркофага: «Лета 7068 месяца августа в 7 день на памят преподобнаго мученика Доментияна в 5 час дни преставис благоверная царица великая кнеини Анастасия Ивана Василевич всея Русии».
21. Княжна Анна Ивановна Бельская (Вельская), 17.II.1561 г. Дочь Ивана Дмитриевича Бельского. Надпись на крышке гроба (по состоянию на 1993 г.): «Лета 7069 февраля… де преставися к…на Анна кн… Ивана Дмитреева Белского». «Лето 7069 февраля 17 дня преставися княгиня Анна Дмитриева Вельского» (28, л. 24).
22. Княжна Татьяна Владимировна, дочь князя Владимира Старицкого, 8.I.1564 г. Надпись на крышке саркофага: «Лета 7072 генваря в 8 ден преставис княж ВолодимероваОндреевичадочь княжна Татьяна в день суботны»
23. Княжна Анастасия Владимировна, дочь князя Владимира Старицкого, 7.I.1568 год. Надпись на крышке саркофага: «Лета 7076 генваря 7 дня преставис княж Володимерова Ондреевичадоч княжна Настасия в день в сере…»
24. Фёдор Иванович Вельский (Бельский), княжич, сын князя Ивана Вельского. 18.VI.1568 г. Надпись на крышке саркофага: «Лета 7076 месяца июня в 18 день преставис раб божий князь Фёдор Иванович Белской». (28, л. 26).
25. Княгиня Евдокия Романовна Одоевская, вторая жена Владимира Старицкого, 9.Х.1569 год. Надпись на крышке саркофага: «Лета 7078 октября 9 день преставися княж Володимерова Ондреевича княгиня Евдокия».
26. Княгиня Евфросинья Андреевна Старицкая, мать Владимира Старицкого, 20.Х.1569 год. Надпись на крышке саркофага: «Лета 7078 октября в 20 день преставися княж Володимерова мать Ондреевича княгиня Ефросиня а во иноцех Евдокея».
27. Княжна Мария Владимировна, дочь Владимира Старицкого, 9.Х.1569 год. Надпись на крышке саркофага: «Лета 7078 месяца октября в 9 день преставися благоверная княжна Мария княже Володимерова Ондреевича дочь».
28. Царица Мария Темрюковна (ум. 1569), вторая супруга царя Ивана IV Грозного. Надпись на крышке саркофага: «Лета 7078 сентября на 6 в семь часу нощи преставися благовернаго царя и великого князя Ивана Василевича всея Руси благоверная царица и великая княжна Мария».
29. Княжна Евдокия Владимировна, дочь Владимира Старицкого, 20.XI.1570 год. Надпись на крышке саркофага: «Лета 7079 месяца ноября в 20 день преставися княжна Евдокея княж Владимеро дочь Андреевичя».
30. Царица Марфа Васильевна Собакина (ум. 1571), третья супруга царя Ивана IV Грозного. Надпись на крышке саркофага: «В лето 7080 ноября в 14 день государя царя и великого князя Ивана Васильевича всея Руси преставис благоверная и христолюбивая царица великая княгиня Марфа на памят святаго апостола Филипа на первом часу дни».
31. Старица Иулиания (ум. 1579), мать царицы Анастасии Романовны. Надпись на крышке саркофага: «Лета 7087 июня в 8 день на память святаго великаго мученика Фёдора Стратилата преставис раба божия инока схимница Настасья Романова жена Юрьевича на первом часу ночи».
32. Царевна Феодосия Фёдоровна (ум. 1594), дочь царя Фёдора Ивановича. Надпись на крышке саркофага: «Лета 7102 месяца генваря 25 день преставися раба божия благоверная царевна Феодосия».
33. Княжна Евдокия Федоровна Мстиславская, 1600 год. 7.IV.1600 г. Надпись на крышке саркофага: «Лета 7108 апреля 7 день на память преподобнаго отца нашего Георгия апостола Митулинскаго преставис князь Фёдоровича доч Ивановича Мстиславского княжна Евдокея младенец». Отец, видимо — Мстиславский, Фёдор Иванович.
34. Царица Ирина Фёдоровна Годунова (ум. 1604), супруга царя Фёдора Ивановича. Без эпитафии
35. Царица Мария Фёдоровна Нагая (ум. 1608), седьмая супруга царя Ивана IV Грозного, в инокинях Марфа. Надпись на крышке саркофага: «Лета 7116 месяца июня в 28 преставися раба божия инока царица Маря Феодоровна всея Русии царя Ивана».
36. Царевна Анна Васильевна (ум. 1609), дочь царя Василия Шуйского. Надпись на крышке саркофага: «Лета 7118 сентября в 26 ден на памят святаго апостола Ивана Богослова преставис дще государя царя и великого князя Василия Ивановича всея Руси царевна и великая княжна Анна Васильевна всея Руси».
37. Царевна Параскева Михайловна (ум. 1622), вторая супруга царевича Ивана Ивановича
38. Царица Мария Владимировна Долгорукова (ум. 1625), первая супруга царя Михаила Фёдоровича
39. Царица Екатерина Петровна (Мария Буйносова-Ростовская) (ум. 1626), вторая супруга царя Василия Шуйского. Надпись на крышке саркофага: «Лета 7134 генваря в 2 день на памят иже во святых отца нашего Селивестра папы римскаго преставися раба божия благовернаго царя и великого князя Василия Ивановича всея Русии царица Екатерина инока схимница Елена».
40. Царевна Пелагея Михайловна (ум. 1628), дочь царя Михаила Фёдоровича. Надпись на надгробии: «Лета 7137 году генваря в 25 день на память иже во СВЯТЫХ отца нашего Григория Богослова преставися дщерь государя царя и великого князя Михаила Фёдоровича всея Русии благоверная царевнаи великая княжна Пелагея Михайловна всея Русии» Надпись на крышке саркофага: «Лета 7137 году генваря 25 день на память иже во святых отца нашего Григория Богослова преставис дщерь государя царя и великого князя Михаила Фёдоровича всея Русии благоверная государыня и великая княжна Пелагея Михайловна всея Русии»
41. Царевна Марфа Михайловна (ум. 1632), дочь царя Михаила Фёдоровича. Надпись на надгробии: «Лета 7141 году сентября в 24 день на память святаго апостола Кондрата преставис государя царя и великого князя Михаила Фёдоровича всея Русии дщерь благоверная и великая княжна Марфа Михайловна в шестом часу дни в пяток» Надпись на крышке саркофага: «Лета 7141 сентября в 21 ден преставис государя царя и великого князя Михаила Фёдоровича всея Руси дщерь благоверная царевна и великая княжна Марфа Михайловна в шестом часу дни в пяток». Памятная плита надгробия хранится в фонде архитектурного декора Музеев Московского Кремля.
42. Анфиса Салтыкова, старица. 15.XI.1634 г. Вознесенский монастырь. Утрачено.
43. Царевна Софья Михайловна (ум. 1636), дочь царя Михаила Фёдоровича. Надпись на надгробии: «Лета 7149 июня 23 дня на память святыя мученицы Агриппины преставися государя царя и великого князя Михаила Фёдоровича всея Руссии благоверная царевна и великая княгиня София Михайловна в шестом часу дня в четверток». Надпись на крышке саркофага: «Лета 7144 июня в 23 ден преставися государя царя и великого князя Михаила Фёдоровича всея Русии дщерь благоверная царевна и великая княжна Софья Михайловна в шестом часу дни в четверток на память святые мученицы Агрепе…» (надпись не закончена). Памятная плита надгробия хранится в фонде архитектурного декора Музеев Московского Кремля.
44. Царевна Евдокия Михайловна (ум. 1637), дочь царя Михаила Фёдоровича. Надпись на надгробии: «Лета 7145 года февраля в 10 день на память святаго мученика Харлампия преставись государя царя и великого князя Михаила Фёдоровича всея Руссии дщерь благоверная царевна и великая княжна Евдокия Михайловна в ночи в 5 часу с пятницы на субботу». Надпись на крышке саркофага: «Лета 7145 февраля в 9 день на память святаго мученика Евлампия преставис государя царя и великого князя Михаила Фёдоровича всея Руси дщерь благоверная царевна и великая княжна Евдокея Михайловна в нощи в 5 часу и с пятницы на субботу». Памятная плита надгробия хранится в фонде архитектурного декора Музеев Московского Кремля.
45. Царица Евдокия Лукьяновна Стрешнева (ум. 1645), вторая супруга царя Михаила Фёдоровича. Надпись на надгробии: «Лета 7153 года августа в 18 день в понедельник на память святых мученик Флора и Лавра в пятом часу того дня преставися раба божия благовернаго великого государя царя и великого князя Михаила Фёдоровича всея Русии самодержца благоверная государыня царица и великая княжна Евдокия Лукиановна и погребена августа в 19 день на память святаго мученика Андрея Стратилата» Надпись на крышке саркофага: «Лета 7153 августа в 18 день на память святых мученик Флора и Лавра в шестом часу дни преставис благоверного и великого государя царя и великого князя Михаила Фёдоровича всея Руссии самодержца благоверная царица и великая княгиня Евдокея Лукяновна а погребена августа в 19 день».
46. Настасья, иноземка (новокрещенная немка). XII.1652 г. Утрачено.
47. Пелагея Караулова, схимонахиня. IV.1657 г. Утрачено. Надпись на памятной плите в стене храма Вознесения: «Лета 7165 майя в 1 день на память святаго пророка Иеремии преставися раба божия схимонахиня Пелагея в миру Тимофеевская жена Фёдоровича Караулова». Памятная плита хранится в фонде архитектурного декора Музеев Московского Кремля.
48. Царевна Анна Алексеевна (ум. 8.V.1659 г.), дочь царя Алексея Михайловича. Вознесенский собор. С 1930 г. в подвальной палате Архангельского собора. Надпись на надгробии: «Лета 7167 году майя против 9 числа в седьмом часу нощи преставися раба божия благовернаго великого государя царя и великого князя Алексея Михайловича всея великия и малыя и белый России самодержца и благоверныя государыни царицы и великие княгини Марии Ильиничны дщерь благоверная государыня царевна и великая княгиня Анна Алексеевна и погребена в девятом часу в понедельник на память святаго пророка Исайя» Надпись на крышке саркофага: «Лета 7167 майя в 8 ден против девятого числа на память святаго пророка Исайя преставися раба божия государыня царевна и великая княжна Анна Алексеевна в седьмом часу нощи».
49. Царевна Феодора Алексеевна (ум. 1667), дочь царя Алексея Михайловича. Надпись на надгробии: «Лета 7176 года ноября в 25 день в среду в пятом часу нощи на память преподобнаго отца нашего исповедника Стефана Нового преставися раба божия благоверного государя царя и великого князя Алексея Михайловича всея великия и малыя и белыя России самодержца дщерь благоверная государыня царевна и великая княжна Феодора Алексеевна и погребена в 29 день» Надпись на крышке саркофага: «Лета 7176 ноября в 28 день в среду в пятом часу нощи на память преподобного отца нашего исповедника Стефана Нового преставися раба божия благоверного царя и великого князя Алексея Михайловича всея великия и малыя и белыя Русии самодержца дщерь благоверная государыня царевна и великая княжна Феодора Алексеевна погребена декабря в 13 день».
50. Царевна Евдокия Алексеевна (ум. 1669), дочь царя Алексея Михайловича. Среди безымянных. Надпись на надгробии: «Лета 7178 года февраля в 28 день на память преподобнаго отца нашего исповедника Василия Спостника и Прокопия в пятом часу того дня преставися раба божия благовернаго великого государя царя и великого князя Алексея Михайловича всея великия и малыя и белыя России самодержца и благоверныя государыня царицы и великой княгини Марии Ильиничны дщерь благоверная государыня царевна и великая княжна Евдокия Алексеевна и погребена того ж месяца февраля в 28 день».
51. Царица Мария Ильинична Милославская (ум. 1669), первая супруга царя Алексея Михайловича
52. Царица Агафья Семёновна Грушецкая (ум. 1681), первая супруга царя Фёдора Алексеевича
53. Евфросиния Волошенинова, схимница. 24.IX.1686 г. Утрачено. Надпись на памятной плите в стене храма Вознесения: «Зрите гроб на сем месте в сим же положено есть тело рабы божия иноки сея обители схимницы Евфросини Волошениновой преставися в лето создания 7195 году сентября в 24 день». Памятная плита хранится в фонде архитектурного декора Музеев Московского Кремля.
54. Антония Опухтина, схимонахиня. 11.I.1688 г. Утрачено. Надпись на памятной плите в стене Вознесенского собора: «Лета 7196 генваря в 11 день на память преподобнаго отца нашего Феодосия общаго жития начальника преставися раба божиа схимонаха Антония Опухтина». Памятная плита хранится в фонде архитектурного декора Музеев Московского Кремля.
55. Мария Грушецкая, монахиня. 30.Х.1690 г. Утрачено.
56. Царевна Феодосия Ивановна (ум. 1691), дочь царя Ивана V Алексеевича. Среди безымянных
57. Царевна Анна Михайловна (ум. 1692), дочь царя Михаила Фёдоровича, в схиме Анфиса
58. Царевна Мария Ивановна (ум. 1692), дочь царя Ивана V Алексеевича
59. Царица Наталья Кирилловна Нарышкина (ум. 1694), вторая супруга царя Алексея Михайловича
60. Мария Остафьева, казначейша Вознесенского монастыря. 6.I.1695 г. Утрачено. Надпись на памятной плите в стене Вознесенского собора: «Лета 7203 генваря в 6 день преставися раба божия Мария Остафьева дочь сего Вознесенскаго монастыря казначеина келейница» Памятная плита хранится в фонде архитектурного декора Музеев Московского Кремля.
61. Петранида, схимонахиня. 13.III.1696 г. . Утрачено. Надпись на памятной плите: «Лета 7205 марта в 13 день на память перенесения мощей иже во святых отца нашего Никифора патриарха Царяграда преставися раба божия схимонахиня Петронида крылошанка». Памятная плита хранится в фонде архитектурного декора Музеев Московского Кремля.
62. Фёдор Петрович Салтыков, боярин. 4.II.1696 г. Придел Успения Вознесенского собора Вознесенского монастыря. Утрачено. Надпись на памятной плите: «Лета 7205 февраля в 4 день во двеннадцатом часу нощи во второй четверти против четвертка на память преподобнаго отца нашего Исидора Пилусиота преставися раб божий болярин Фёдор Петрович Салтыков и погребен на сем месте а день рождения его декабря в 27 день». Памятная плита хранится в фонде архитектурного декора Музеев Московского Кремля.
63. Анна, жена протопресвитера Благовещенского собора. 5.I.1697 г. Утрачено. Надпись на памятной плите в стене Вознесенского собора: «Лета 7205 генваря в 5 день преставис раба божия Благовещенскаго собора протопресвитера великаго государя духовника Феофана Феофилактовича супруга его Анна а тезоименитство ея февраля в 10 день». Памятная плита хранится в фонде архитектурного декора Музеев Московского Кремля.
64. Евфросиния, трапезная Вознесенского монастыря. 8.II.1700 г. Утрачено.
65. Фёкла, игумения, в миру Феврония Салтыкова. 22.II.1700 г. Придел Успения Вознесенского собора Вознесенского монастыря. Утрачено. Надпись на памятной плите: «Лета 7208 февраля в 22 день на память обретения честных мощей святых мученик иже во Евгении преставися раба божия Феврония Петровна Салтыкова а во иноцех игуменья Фекла» Памятная плита хранится в фонде архитектурного декора Музеев Московского Кремля.
66. Феодора Шнитова, старица. 25.X.1700 г. Утрачено. Надпись на памятной плите в стене Вознесенского собора: «7209 года октября в 25 день на память святых мученик Маркиана и Мартирия в восьмом часу в третьей четверти нощи преставися раба божия схимонахиня сего монастыря старица Феодора Шнитова… и погребена на сем месте» Памятная плита хранится в фонде архитектурного декора Музеев Московского Кремля.
67. Царевна Татьяна Михайловна (ум. 1707), дочь царя Михаила Фёдоровича
68. Царевна Наталья Алексеевна (ум. 1728), дочь царевича Алексея Петровича
69. Царевна Прасковья Ивановна (ум. 1731), дочь царя Ивана V Алексевича[2]

- Также в числе сохранившихся захоронений — более 10 безымянных саркофагов[2]